# Anemopaegma puberulum
Anemopaegma puberulum là một loài thực vật có hoa trong họ Chùm ớt. Loài này được (Seibert) Miranda mô tả khoa học đầu tiên năm 1953.